# باحة فيرنيكه

رسم يبين منطقة فيرنيك على يمين الصورة

باحة فيرنيكه (بالإنجليزية: Wernicke's area)‏ هي جزء من الجزئين المرتبطين بالقشرة الدماغية للتحدث ( والجزء الأخر يدعى منطقة بروكا)، في أواخر القرن التاسع عشر. تتضمن هذه المنطقة استيعاب اللغة المنطوقة والمكتوبة. واًعتقد أن تقع في منطقة برودمان 22 (brodmann area 22) التي تقع في الجزء الخلفي من التلفيف الصدغي من نصف الكرة المخية المسيطر (ففي نصف الكرة المخية الأيسر حوالي 95% من الأفراد يستخدمون يدهم اليمنى في الكتابة و60% من الأفراد الذين يستخدمون يدهم اليسرى) . وينتج تلف منطقة فيرنيك عن حبسة فقد الطلاقة والحبسة الاستقبالية التي تؤديان إلى عدم القدرة على استقبال الكلام والتحدث بطلاقة.

## التركيب
تقع منطقة فيرنيك في الجزء الخلفي من التلفيف الصدغي العلوي في اليسار أو نصف الكرة المخية المسيطر. يحيط هذا المجال القشرة السمعية في شق سيلفيوس (وهو جزء من الدماغ حيث يلتقي الفص الصدغي والفص الجداري). وتوصف هذه المنطقة على انها الجزء الخلفي لمنطقة برودمان 22.
ومع ذلك هناك غياب للتعاريف المتسقة بالموقع. ويتم تحديده من قبل البعض على أنه مع مجموعة السمع أحادية الواسطة في اعلى التلفيف الصدغي الأمامي إلى القشرة السمعية الرئيسة (الجزء الامامي للبوردمان 22) . وهو الموقع الذي يتضمن بشكل مستمر على الإدراك السمعي للكلمة عن طريق تجارب التصوير الدماغي الوظيفي. وتتضمن أيضا أجزاء أخرى مجاورة لقشرة (heteromodal) في برودمان 39 وبرودمان 40 في الفص الجداري.
بينما كان يعتقد سابقا لربط منطقة فيرينك ومنطقة بروكا، يوضح البحث الجديد أن الحزمة المقوسة بدلا من ذلك ترتبط بالمناطق الحسية الخلفية مع المناطق الحركية والأمام حركية، وليست مع منطقة بروكا. وتوافقا مع إدراك موقع الكلمة المحدد في تصوير الدماغ، فأن الحزمة المحجنية (uncinate fasciculus) تربط مناطق الصدغ العلوي الأمامي مع منطقة بروكا.

## الوظيفة

### المنطقة التماثلية اليمنى
يشير البحث باستخدام التحفيز المغناطيسي للدماغ إلى المنطقة المقابلة لمنطقة فيرنيك في نصف الكرة المخية غير المسيطرة على المعاني والذي لهُ دور في تحويل وحل المعاني التابعة للكلمات الغامضة. وفي المقابل، تسيطر منطقة فيرينك في عمليات نصف الكرة المسيطر على معاني الكلمات.

### وجهات النظر الحديثة
يشير تصوير الأعصاب إلى الوظائف التي نسبت سابقا إلى منطقة فيرنيك التي تحدث بشكل اسرع في الفص الصدغي والتي تحدث حقيقتاً في منطقة بروكا.
‘‘ هناك بعض الاقتراحات التي تدل على أن التلفيف الصدغي المتوسط والسفلي يعكسان المعالجة المعجمية، وهناك إجماع على أن التلفيف الصدغي العلوي من المجال المنقاري إلى الذيلي ويشكل التلم الصدغي العلوي الأنسجة العصبية التي لم ينفذ من خلالها العديد من الحسابات الحرجة للتعرف على الكلام ... جوانب من منطقة بروكا (منطقة بوردمان 44 و45) التي تنتج بانتظام في معالجة الكلام.
... تتجاوز مجموعة من المناطق الناتجة عن معالجة الكلام مناطق اللغة الكلاسيكية المذكورة للكلام، ولاتزال توضح الغالبية العظمى من الكتب المدرسية أن هذا الجانب من الأدراك ومعالجة اللغة يحدثان في منطقة فيرينك و( التثليث الخلفي من التلفيف الصدغي العلوي). ’’
وقد عزز الدعم لمجموعة واسعة من مناطق معالجة الكلام بواسطة دراسة حديثة قامت بها جامعة روتشستر التي من خلالها متكلمو لغة الإشارة الأمريكية المحليين كانوا خاضعين للتصور بالرنين المغناطيسي بينما تفسر الجمل التي ميزت علاقة ما باستخدام النحو (وهو علاقة محددة بترتيب الكلمات) أو باستخدام الصرف (وهو علاقة محددة من قبل الحركة الجسدية بتحريك اليدين في الهواء الطلق أو الإيماء بجانب محدد من الجسم)
وتنشط المناطق البارزة من المخ مع القشرة الأمامية (المرتبطة بالقدرة على وضع المعلومات في تسلسل) وتكون أكثر نشاطا في حالة بناء الجملة (النحو) والفص الصدغي (المرتبط بتقسيم المعلومات إلى أجزاء) وتكون أكثر نشاطا في حالة الصرف. ومع ذلك، لا تستبعد هذه المناطق بعضها بعضا وتظهر كمية كبيرة من التداخل. وتعرض هذه النتائج أن معالجة الكلام عملية معقدة للغاية.

## الأهمية السريرية

### الحبسة الكلامية
سميت منطقة فيرينك نسبة إلى كارل فيرنيك وهو طبيب أعصاب ونفسي من الجنسية الألمانية عام 1874, أفترض هذ الطبيب وجود صلة بين القسم الخلفي الأيسر من التلفيف الصدغي العلوي والمحاكاة الانعكاسية للكلمات والمقاطع التي ترتبط بالصور الحسية والحركية للكلمات المنطوقة. وقد فعل ذلك على أساس مكان وقوع اصابات الدماغ التي تسبب فقدان القدرة على الكلام. والحبسة الاستقباليه التي من خلالها يتم الاحتفاظ ببعض القدرات، كما في حبسة فيرنيك ففي هذه الحالة يوجد ضعف رئيسي في فهم اللغة، في حين يحتفظ الكلام بالإيقاع الطبيعي الرنان وبناء جملة عادية نسبيا. وتعتبر اللغة كنتيجة لامعنى لها بحد كبير (وتدعى هذه الحالة أحيانا بحبسة الطلاقة أو اللغة المضطربة).
بينما يدعم تصوير الأعصاب ودليل الضرر عموما فكرة عطل أو تلف منطقة فيرنيك الشائع عند الناس الذين يعانون من الحبسة الاستقباليه، وهذا ليس دائما. قد يستخدم بعض الناس النصف الأيمن من الدماغ للغة، وقد لا يسبب التلف المعزول لقشرة منطقة فيرنيك حبسة استقباليه شديدة. حتى عند المرضى الذين لديهم ضرر في منطقة فيرنيك يعانون من عجز الفهم، وهذا عادة لا يقتصر على معالجة اللغة وحدها. فعلى سبيل المثال، وجدت دراسة أن المرضى الذين يعانون من الضرر الخلفي لديهم أيضا مشاكل في فهم الأصوات الغير لفظية مثل ضوضاء الآلات والحيوانات. وبالنسبة لمنطقة فيرنيك، كانت الأضرار في الأصوات الغير لفظية أقوى إحصائيا من الأصوات اللفظية.